# Sea Giraffe 3-D
Sea Giraffe AMB 3-D – szwedzki wielozadaniowy radar okrętowy obserwacji przestrzeni powietrznej oraz powierzchni morza, zdolny do wykrywania i śledzenia zarówno obiektów latających jak również jednostek pływających, a także zagrażających macierzystej jednostce pocisków rakietowych, artyleryjskich, czy moździerzowych. 
Sea Giraffe 3-D stanowi najnowsza generacje radarów Giraffe w liczbie około 500 sztuk sprzedanych do ponad 30 krajów świata. Obok szwedzkich korwet rakietowych typu Visby, Giraffe 3-D znajduje się na wyposażeniu najnowszego amerykańskiego okrętu Littoral Combat Ship USS „Independence” oraz polskich okrętów projektu 660 typu Orkan.

## Opis
Sea Girafe AMB 3-D jest bardzo nowoczesnym wielozadaniowym okrętowym radarem obserwacyjnym, należącym do najnowszej generacji radarów Giraffe. Opracowany przez Ericsson Microwave Systems (obecnie Saab Microwave Systems), jest lekkim, zabudowanym i wielozadaniowym radarem trójwymiarowym (3D), niekonfliktowo wypełniającym w tym samym czasie zadania:
- obserwacja przestrzeni powietrznej i śledzenie (w tym Tracking-On-Jam)
- obserwacja i śledzenie powierzchni
- klasyfikacja celów
- nawigacja
- lokalizacja i śledzenie celów RAM (pociski rakietowe, artyleryjskie i moździerzowe (Rocket, Artillery and Mortar – RAM))
- precyzyjne oznaczanie celów dla potrzeb własnych aktywnych systemów obronnych
- wsparcie dla ognia własnego i ocena wyników
- identyfikacja IFF

Radar jest opcjonalnie zabudowany, co chroni go przed wpływem szkodliwych warunków atmosferycznych, a także zmniejsza jego przekrój radarowy (Radar Cross-Section - RCS). W każdym obrocie anteny pokryta może być znaczna część przestrzeni, zaś kąt podniesienia poszukiwań w zależności od potrzeby może wynosić od 0 do ponad 70°. Prędkość obrotów anteny wynosi 30 rpm lub 60 rpm (obrotów na minutę), przy czym czas pomiędzy pierwszym wykryciem celu a jego stabilnym śledzeniem wynosi zaledwie kilka sekund, zapewniając natychmiastowe dokładne i kompletne dane niezbędne dla systemu zarządzania walką.

## Użytkownicy
- szwedzkie korwety typu Visby
- polskie okręty rakietowe typu Orkan
- amerykańskie okręty typu Independence